# Соломатін Юрій Петрович
Соломатін Юрій Петрович (нар. 3 липня 1937, м. Саратов, Росія — пом. 4 січня 2022[джерело?], м. Київ) — народний депутат України III та IV скликання.

## Життєпис
Освіта: Московський геолого-розвідувальний інститут (1960), гірничий інженер-геофізик, «Пошуки і розвідка родовищ радіоктивних елементів».
Працював на Далекому Сході, в Чехословаччині. З 1962 — працює в Україні. Брав участь в геологічній розвідці Кіровоградського урано-рудного району. Був головним інженером-консультантом підприємства уранової промисловості Чехословаччини. Після аварії на ЧАЕС — один з провідних спеціалістів зі здійснення радіаційного контролю в СРСР. З 1996 — начальник відділу управління з радіаційного захисту населення, Мінчорнобиль України. До 07.1998 — начальник відділу радіоекологочного контролю і моніторингу Управління радіаційного захисту населення та поводження з радіоактивними відходами, Міністерство України з питань надзвичайних ситуацій та у справах захисту населення від наслідків Чорнобильської катастрофи. 1998—1999 — помічник-консультант народного депутата України. 12.1992-06.1993 — голова оргкомітету з відновлення діяльності міськкомів і обкомів КПУ. 06.-11.1993 — секретар Київського МК і ОК КПУ.
Член ЦК КПУ (з 1993); 1-й секретар Київської обласної організації КПУ (з 11.1993).
03.1998 — кандидад в народні депутати України, виборчий округ № 97, Київська область. З'явились 76.3 %, «за» 16.9 %, 2 місце з 16 претендентів. На час виборів: начальник відділу радіоекологічного контролю і моніторингу Управління радіаційного захисту населення та поводження з радіоактивними відходами Міністерства України з питань надзвичайних ситуацій та у справах захисту населення від наслідків Чорнобильської катастрофи, член КПУ.
Народний депутат України 3 скликання 06.1999-04.2002 від КПУ, № 105 в списку. Член фракції КПУ (з 06.1999), член Комітету у справах пенсіонерів, ветеранів та інвалідів (з 02.2000).
Народний депутат України 4 скликання 04.2002-04.2006 від КПУ, № 45 в списку. На час виборів: народний депутат України, член КПУ. Член фракції КПУ (з 05.2002), секретар Комітету з питань екологічної політики, природокористування та ліквідації наслідків Чорнобильської катастрофи (з 06.2002).

## Громадська діяльність
Засновник та голова правління Київського міського товариства російської культури «Київська Русь».

## Особисте життя

### Родина
Дружина Лариса Олександрівна — інженер-мінералог; має 2 дітей.

### Захоплення
Захоплення: збирання книжок, платівок зі старовинними російськими романсами та українськими піснями.